# 動力運動

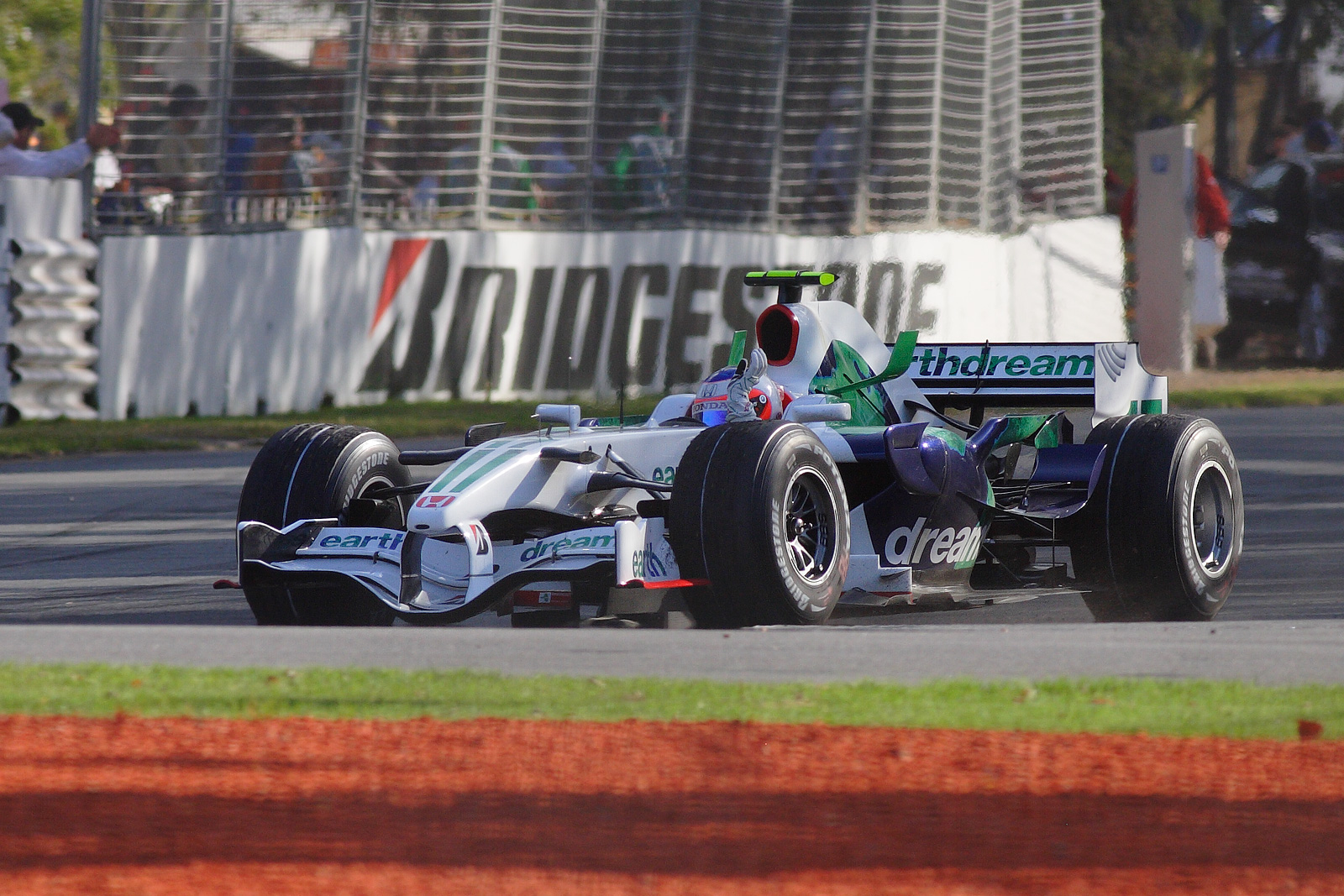
一輛現代的一級方程式賽車（魯本斯·巴里切羅在2008年澳大利亞大獎賽駕駛本田RA108）

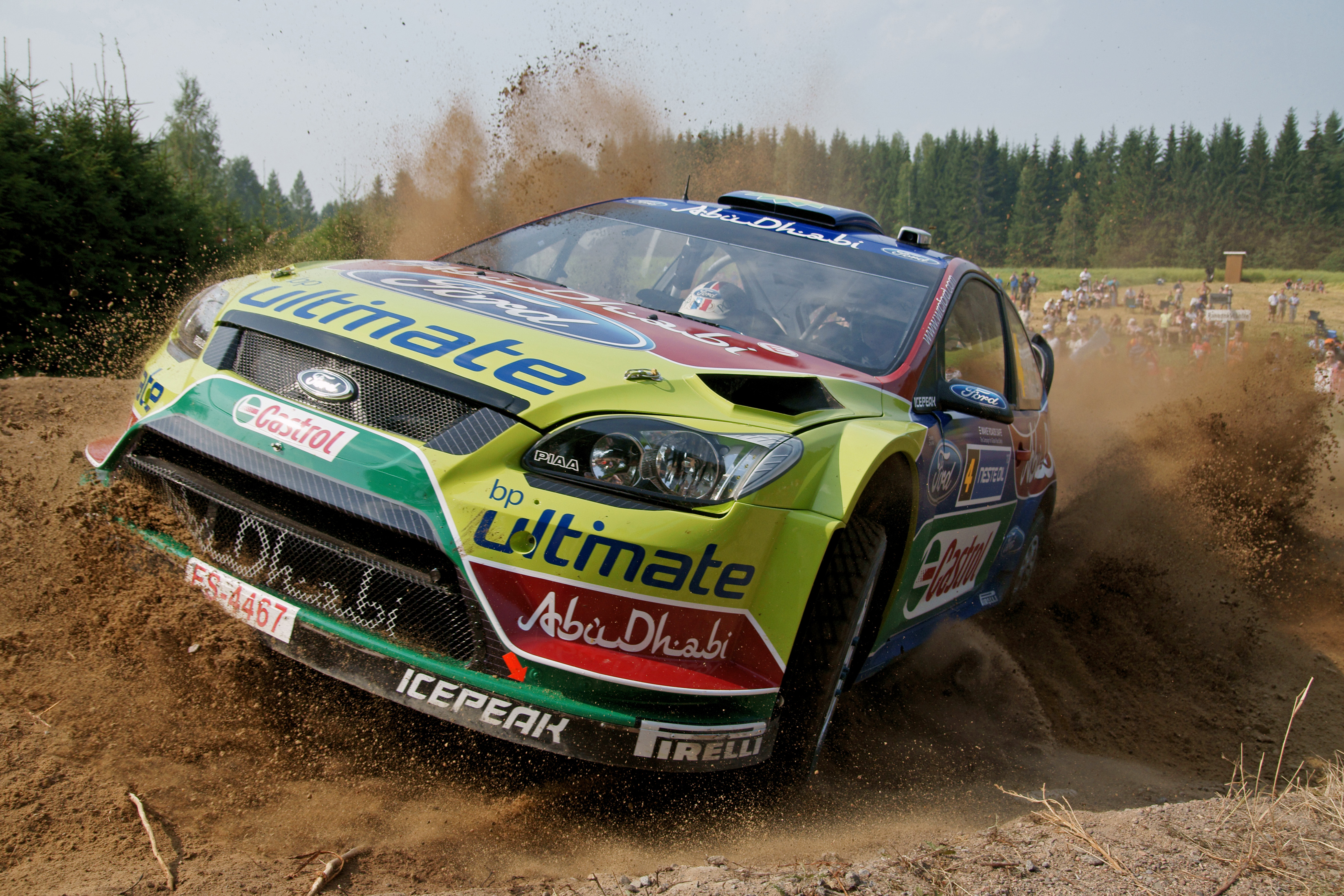
一輛福特Focus RS WRC於2010年芬蘭拉力賽

動力運動（英語：或）是一種以機動車為主的競爭賽事，不論是競速或非競速競賽皆屬之。另外英文中的MotoSport也可指摩托車比賽以及包括像是摩托車越野賽的越野競速。

## 競速

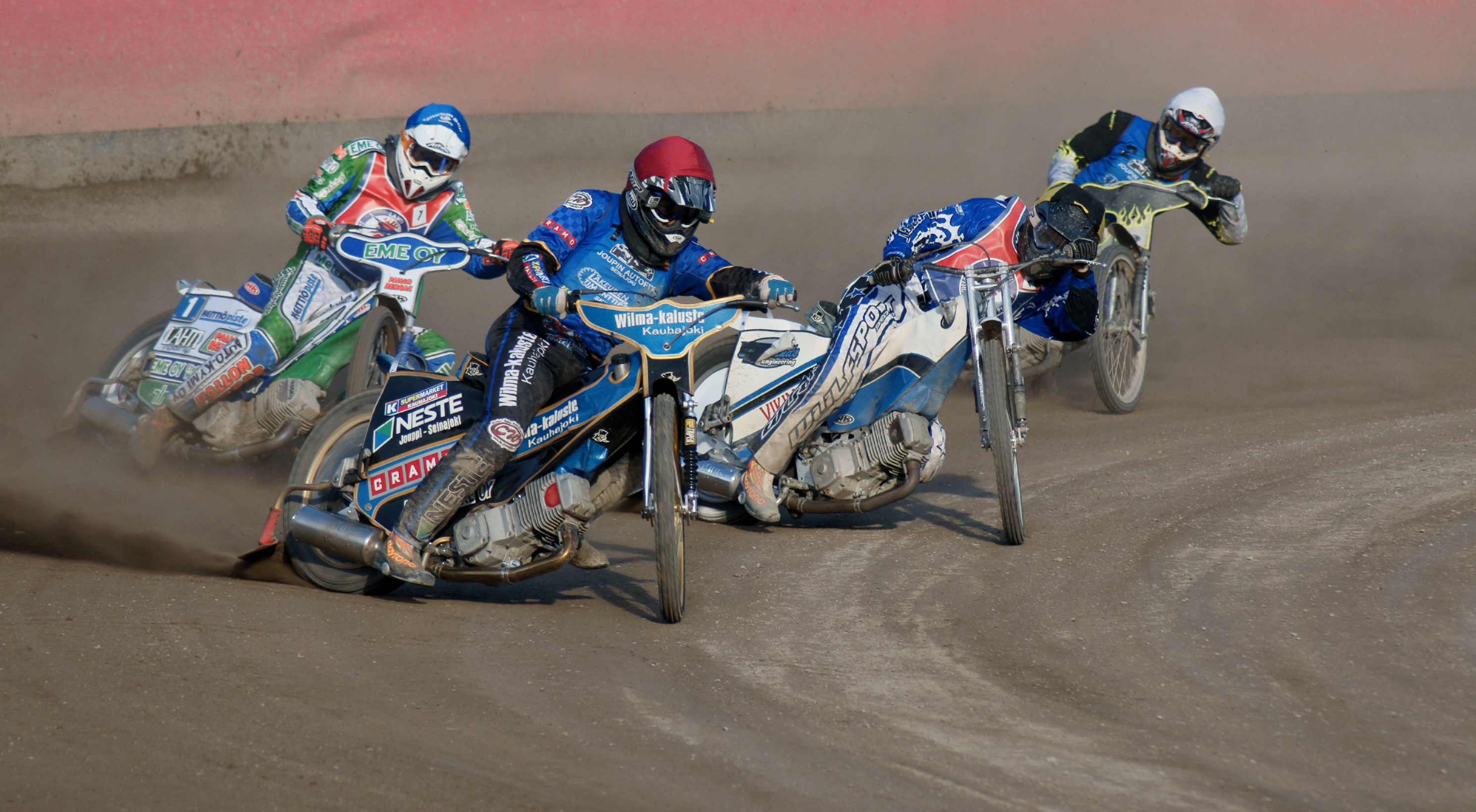
Speedway Extraliiga競賽中完賽的沙地摩托車騎士

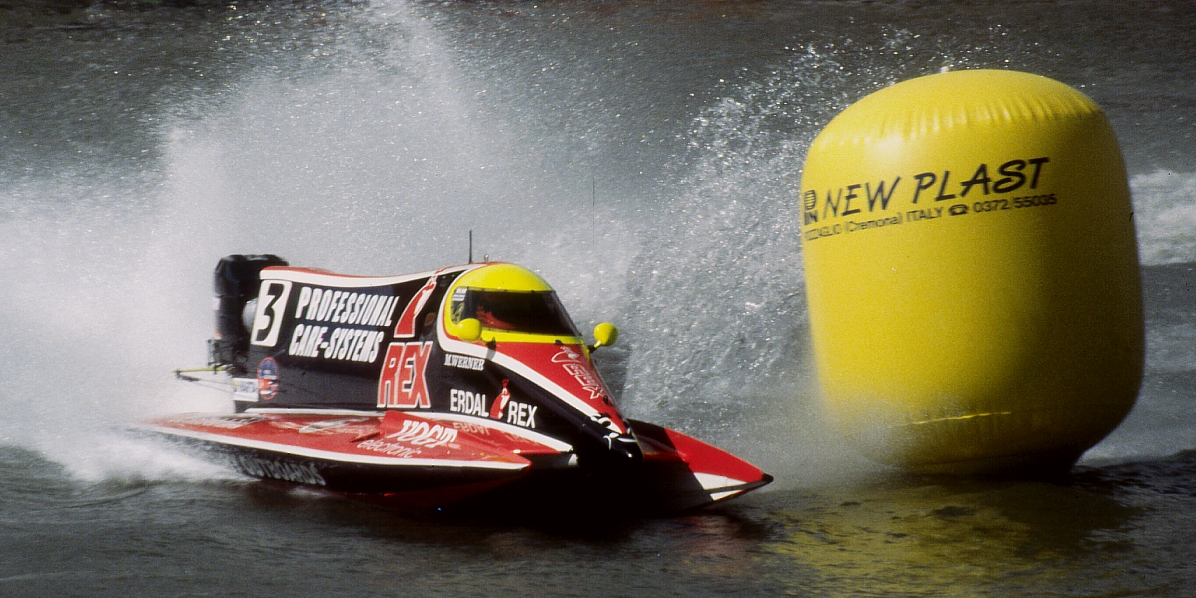
一艘F1摩托艇圍繞著浮標

在動力運動中，競爭者必須和彼此競速，包括：
- 賽車
- 拉力賽
- 摩托車比賽（英语：motorcycle racing）
- 空中競賽（英语：Air racing）
- 卡丁車競賽
- 赛艇
- 氣墊船競賽
- 割草機競賽（英语：Lawn mower racing）
- 雪上摩托車競賽
- 卡車賽車

## 非競速動力運動
一些動力運動並非以競速的方式進行，包括甩尾、regularity rally、技術摩托車、gymkhanas、自由式摩托車越野賽和拖拉機比賽。

## 奧林匹克運動會
動力運動在1900年夏季奧林匹克運動會是一項表演項目。

## 外部連結
- 一級方程式（F1） （页面存档备份，存于）
- 英國動力運動協會 （页面存档备份，存于）
- 世界拉力錦標賽（WRC） （页面存档备份，存于）